# Sokhna
 (juillet 2012).
Si vous disposez d'ouvrages ou d'articles de référence ou si vous connaissez des sites web de qualité traitant du thème abordé ici, merci de compléter l'article en donnant les références utiles à sa vérifiabilité et en les liant à la section « Notes et références ».
Sokhna est un prénom originaire du Sénégal qui selon le contexte a pour signification "madame", "femme" ou "épouse". C'est une marque de respect. Pour s'adresser à une dame, "sokhna" signifie "madame" et est employé pour toute femme. Mais le terme sokhna a été utilisé d'abord dans les milieux religieux sénégalais pour désigner les femmes ou filles des guides religieux à l'époque. Et donc par respect pour les femmes- comme le respect qui était voué aux femmes des milieux religieux qui étaient souvent des références- toutes les femmes sont appelées sokhna (sokhnasi=madame).
En français Sokhna signifie "madame", "femme" ou "épouse". Il peut aussi être utilisé pour accompagner un prénom courant par exemple Maimouna qui porte le nom de son homonyme. Il peut aussi désigner une femme en tant que tel par exemple "c'est une Sokhna". Il peut être aussi utilisé pour désigner simplement une épouse : par exemple c'est la sokhna d'un tel peut aussi dire que c'est l'épouse d'un tel. Son équivalent masculin est Serigne.